# Тищенко, Алиса Сергеевна
Алиса Сергеевна Тищенко (род. 17 февраля 2004, Краснодар) — российская гимнастка. Серебряный призёр Олимпийских игр (2020), трёхкратная чемпионка мира, многократная Европы среди юниоров. Заслуженный мастер спорта России (2021).

## Биография
Родилась в 2004 году в Краснодаре. В возрасте шести лет родители отдали Алису в секцию художественной гимнастики. Первым тренером спортсменки была Светлана Вячеславовна Журавель. Через некоторое время продолжила тренировки в Центре олимпийской подготовки Краснодарского края под руководством Елены Вадимовны Серебряковой.
Первые успехи пришли к спортсменке в 2019 году, на юниорском чемпионате Европы в Баку, она стала обладательницей четырёх золотых наград в соревнованиях в личном многоборье, в командных соревнованиях, а также в упражнениях с обручем и лентой.
В этом же году, на юниорском чемпионате мира в Москве она также выиграла четыре золотые награды в тех же самых что и на чемпионате Европы соревновательных дисциплинах.
В 2021 году прошла отбор в Олимпийскую сборную России для участия в играх в Токио. На Олимпиаде завоевала серебряные награды в групповом многоборье.
На чемпионате мира по художественной гимнастике 2021 года в Китакюсю завоевала три золото и одно серебро.

## Награды
- Медаль ордена «За заслуги перед Отечеством» I степени (11 августа 2021 года) — за большой вклад в развитие отечественного спорта, высокие спортивные достижения, волю к победе, стойкость и целеустремлённость, проявленные на Играх XXXII Олимпиады 2020 года в городе Токио (Япония)[6].